# جون فلورنوي هنري
جون فلورنوي هنري هو سياسي أمريكي، ولد في 17 يناير 1793، وتوفي في 12 نوفمبر 1873 في برلنغتون في الولايات المتحدة. انتخب عضو مجلس النواب الأمريكي ‏.